# Klein-Sibirien
Klein-Sibirien (finnisch Pikku-Siperia) ist eine finnische Komödie aus dem Jahr 2025, die von Dome Karukoski gedreht wurde und auf dem gleichnamigen Roman von Antti Tuomainen basiert.

## Handlung
Der Alltag des ruhigen finnischen Dorfes Hurmevaara wird schlagartig auf den Kopf gestellt, als in einer Winternacht ein Meteorit durch das Dach des Autos eines alkoholkranken Ex-Rallyefahrers in den Beifahrersitz einschlägt.
Schätzungen zufolge beträgt der Wert des Meteoriten eine Million Euro. Der Bürgermeister sieht in diesem Ereignis eine Gelegenheit, die lokale Wirtschaft anzukurbeln, und Joel, ein Pastor und Veteran des Afghanistankrieges, wird gebeten, den Stein zu bewachen, der im örtlichen Museum eingelagert ist und auf seine Überführung nach London wartet. Aufgrund seines Wertes zieht das Himmelsobjekt auch die Aufmerksamkeit von Amateurkriminellen und professionellen Dieben auf sich, die versuchen, es in ihren Besitz zu bringen.
Während er versucht, den Meteoriten zu schützen, steht der Pastor vor einem viel größeren persönlichen Dilemma: Seine Frau Krista ist schwanger, obwohl er nach einem Unfall in Afghanistan unfruchtbar ist – eine Tatsache, die er seiner Frau nie erzählt hat. Joel gerät in eine Krise und vermutet, dass seine Frau ihn tatsächlich betrogen hat. In einer direkten Konfrontation zwischen den beiden bestreitet Krista jegliche Untreue und sieht im Zusammentreffen von Schwangerschaft und Meteoriteneinschlag ein Zeichen eines göttlichen Wunders, doch das mangelnde Vertrauen ihres Mannes lässt sie enttäuscht den Entschluss fassen, nach Helsinki zurückkehren. Bevor sie jedoch gehen kann, wird die Frau von Verbrechern entführt, die vom Pastor verlangen, ihnen den Meteoriten als Lösegeld zu geben. Um die Sache noch komplizierter zu machen, wurde der Meteorit inzwischen vom Ex-Rallyefahrer gestohlen, der ihn als sein Eigentum betrachtet. Von Joel verfolgt, entkommt der Fahrer auf die Oberfläche eines zugefrorenen Sees, doch das Eis bricht unter dem Gewicht des Mannes, der ertrinkt und den Stein mit auf den Grund reißt.
Um die Forderungen der Entführer zu erfüllen, tauscht Joel den Meteoriten gegen einen beliebigen Stein aus. Am Ort des Austauschs mit den Verbrechern angekommen, gelingt es ihm, Krista mit einer List zu befreien und die Verbrecher zu überlisten. Mit dem Frühling können Joel und Krista endlich wieder versöhnt ihren ersten gemeinsamen Urlaub mit ihrem neugeborenen Sohn verbringen.

## Veröffentlichung
Der Film wurde am 21. März 2025 auf Netflix veröffentlicht.